# Let's Be Friends (Elvis Presley)
Let's Be Friends è una compilation in edizione economica di Elvis Presley, pubblicata nel 1970.

## Storia
Il disco è il secondo di Presley a essere stato pubblicato dalla sottodivisione della RCA riservata ai prodotti a prezzo ridotto. Come tutte le raccolte di Presley pubblicate all'epoca dalla Camden, l'album è un misto di canzoni provenienti dalle colonne sonore dei film di Elvis e di brani scartati in sala di incisione (come la reinterpretazione di Bobby Darin I'll Be There).

## Accoglienza
L'album raggiunse la posizione numero 105 negli Stati Uniti nella classifica Billboard 200, e venne certificato disco di platino dalla RIAA.

## Tracce

### Lato 1
1. Stay Away, Joe (Ben Weisman, Sid Wayne) - 1:37
2. If I'm a Fool (For Loving You) (Stan Kesler) - 2:43
3. Let's Be Friends (Calvin Arnold, David Martin, Geoff Morrow) - 1:53
4. Let's Forget About the Stars (A.L. Owens) - 1:49
5. Mama (Charles O'Curran, Dudley Brooks) - 2:25

### Lato 2
1. I'll Be There (Bobby Darin) - 2:21
2. Almost (Ben Weisman, Buddy Kaye) - 1:39
3. Change of Habit (Ben Weisman, Buddy Kaye) - 3:18
4. Have a Happy (Ben Weisman, Dolores Fuller, Buddy Kaye) - 2:41